# Jørn
Jørn ist ein dänischer männlicher Vorname, der auch in Norwegen vorkommt.

## Herkunft und Bedeutung
Der Name ist eine Kurzform von Jørgen, der dänischen und norwegischen Form von Jürgen. Die deutsche Entsprechung des Namens ist Jörn. Für die ursprüngliche Herkunft und Bedeutung des Namens siehe hier.

## Bekannte Namensträger
- Jørn Andersen (* 1963), norwegischer Fußballspieler und -trainer
- Jørn Bjerregaard (* 1943), dänischer Fußballspieler und -trainer
- Jørn Didriksen (* 1953), norwegischer Eisschnellläufer
- Jørn Elniff (1938–1991), dänischer Schlagzeuger im Bereich des Modern Jazz
- Jørn Faurschou (* 1946), dänischer Schauspieler und Regisseur
- Jørn Grauengaard (1921–1988), dänischer Jazz- und Unterhaltungsmusiker (Gitarre, Orchesterleitung) und Filmkomponist
- Jørn Lier Horst (* 1970), norwegischer Kriminalhauptkommissar und Schriftsteller
- Jørn Hurum (* 1967), norwegischer Paläontologe
- Jørn Jeppesen (1919–1964), dänischer Schauspieler
- Jørn Kjølaas, norwegischer Poolbillardspieler
- Jørn Lande (* 1968), norwegischer Rocksänger
- Jørn Lund (* 1944), dänischer Radsportler
- Jørn Nielsen (* 1960), dänischer Hells Angel und Krimiautor
- Jørn Precht (* 1967), deutscher Übersetzer, Schauspieler, Regisseur, Filmproduzent und Autor
- Jørn Riel (1931–2023), dänischer Schriftsteller
- Jørn Skaane (* 1965), norwegischer Radrennfahrer und nationaler Meister im Radsport
- Jørn Sloth (* 1944), dänischer Schachspieler
- Jørn H. Sværen (* 1974), norwegischer Liedtexter, Schriftsteller, Übersetzer und Verleger
- Jørn Utzon (1918–2008), dänischer Architekt

Zweitname
- Jens Jørn Bertelsen (* 1952), dänischer Fußballspieler